# Шабот
Шабо́т (фр. Chabottes, окс. Chabòtas) — коммуна во Франции, находится в регионе Прованс — Альпы — Лазурный Берег. Департамент коммуны — Верхние Альпы. Входит в состав кантона Сен-Бонне-ан-Шансор. Округ коммуны — Гап.
Код INSEE коммуны — 05029.

## Население
Население коммуны на 2008 год составляло 750 человек.
| 1962 | 1968 | 1975 | 1982 | 1990 | 1999 | 2008 |
| ---- | ---- | ---- | ---- | ---- | ---- | ---- |
| 469  | 430  | 461  | 453  | 518  | 610  | 750  |

## Экономика
Основу экономики составляют сельское хозяйство, туризм, торговля и ремёсла.
В 2007 году среди 487 человек в трудоспособном возрасте (15—64 лет) 360 были экономически активными, 127 — неактивными (показатель активности — 73,9 %, в 1999 году было 73,2 %). Из 360 активных работали 334 человека (176 мужчин и 158 женщин) безработных было 26 (9 мужчин и 17 женщин). Среди 127 неактивных 44 человека были учениками или студентами, 45 — пенсионерами, 38 были неактивными по другим причинам.

## Достопримечательности
- Две церкви XIX века

## Фотогалерея

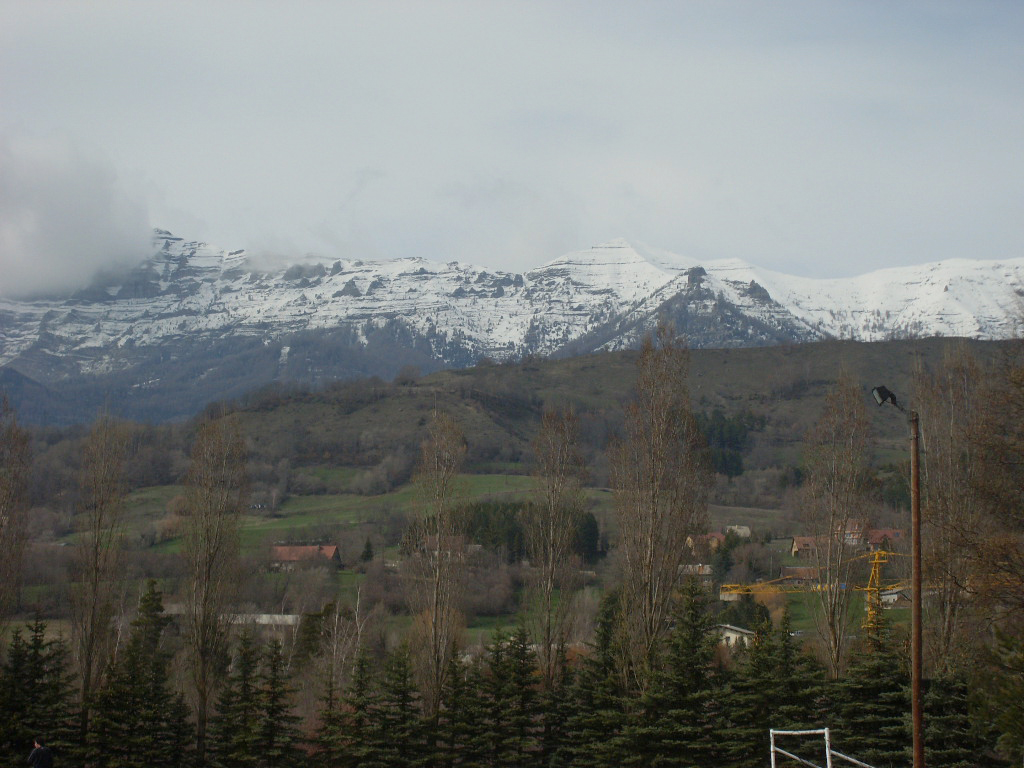
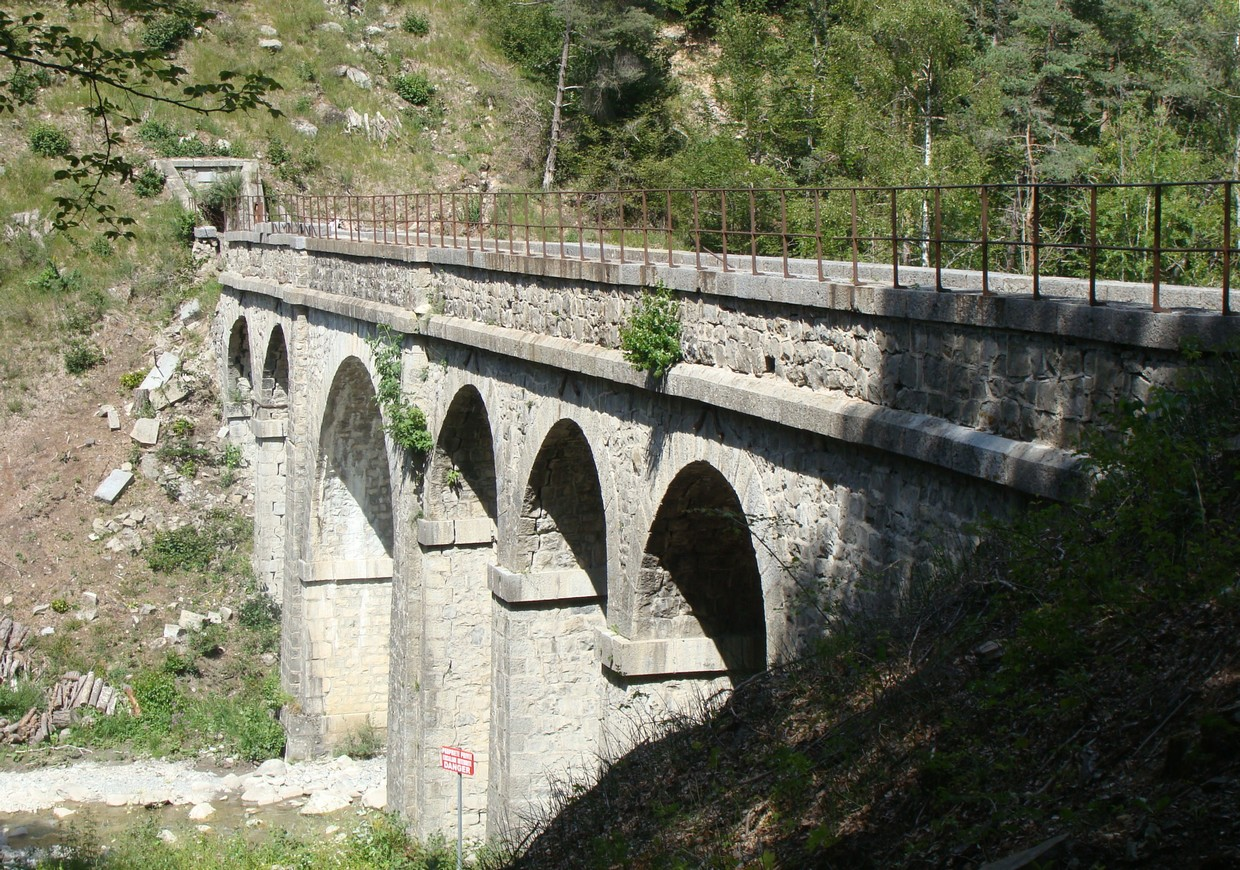
Акведук
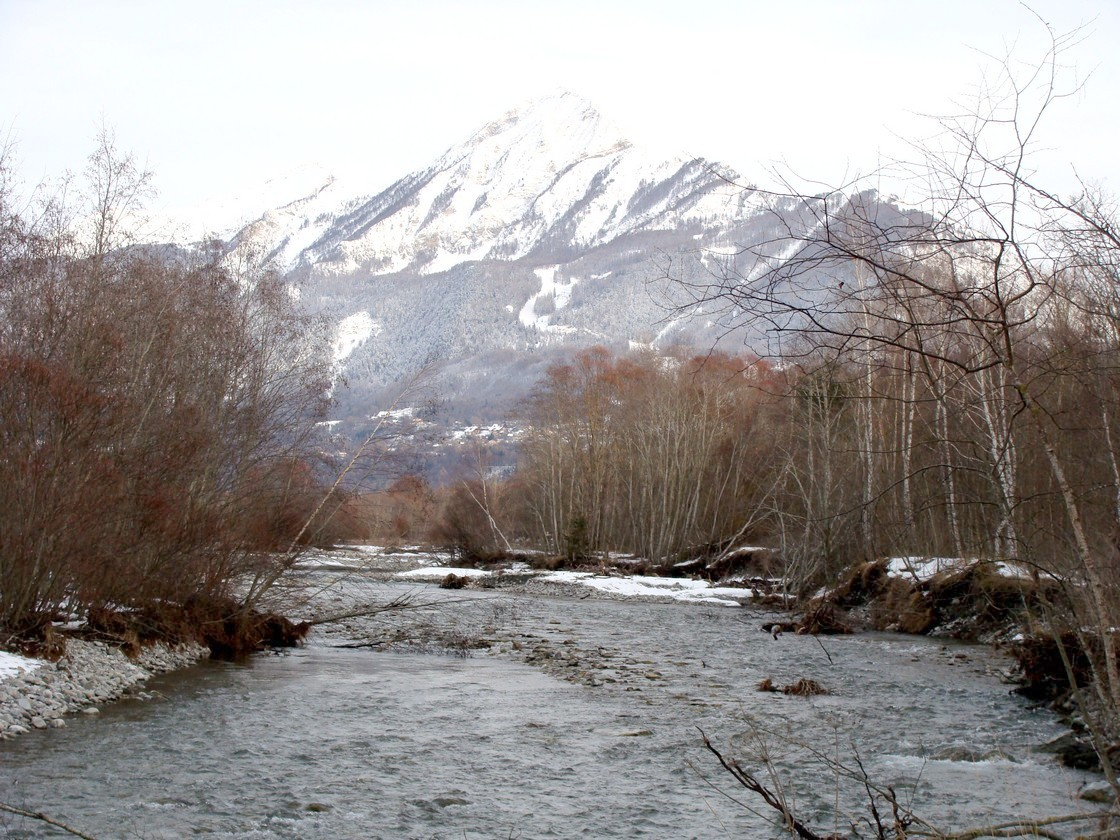
Река Драк